# Францишкув (Красноставський повіт)
Францишкув (пол. Franciszków) — село в Польщі, у гміні Красничин Красноставського повіту Люблінського воєводства.
Населення — 95 осіб (2011).
У 1975-1998 роках село належало до Холмського воєводства.

## Демографія
Демографічна структура станом на 31 березня 2011 року:
|          | Загалом | Допрацездатний вік | Працездатний вік | Постпрацездатний вік |
| -------- | ------- | ------------------ | ---------------- | -------------------- |
| Чоловіки | 47      | 13                 | 27               | 7                    |
| Жінки    | 48      | 5                  | 23               | 20                   |
| Разом    | 95      | 18                 | 50               | 27                   |